# Émile Taufflieb
Pour les articles homonymes, voir Taufflieb.
Marie Émile Adolphe Taufflieb, né le 22 mai 1857 à Strasbourg (Bas-Rhin) et mort le 1er décembre 1938 à Cannes (Alpes-Maritimes), est un général français de la Première Guerre mondiale et sénateur du Bas-Rhin.
Il est le fils d'Adolphe Taufflieb, ancien officier du 8e régiment de hussards et directeur d'une compagnie d'assurance, et d'Émilie Schaeffer.
Après l'occupation de l'Alsace par la Prusse, ses parents ayant décidé de quitter Strasbourg, Emile Taufflieb continua ses études au lycée Condorcet à Paris.
Après avoir envisagé de préparer le concours d'entrée à l'École polytechnique, il réussit le concours d'entrée à l'école de St-Cyr où il fut admis le 26 octobre 1876 (promotion de Plewna, 1876-1878)

## Carrière militaire et états de service
- Nommé sous-lieutenant le 1er octobre 1878, il suit les cours de l'école d'application de cavalerie à Saumur et opte pour le  17e Régiment de Dragons en garnison à Carcassonne, qu'il rejoint en octobre 1879: affecté au 5e escadron, puis au 4e escadron, il est nommé lieutenant le 11 juin 1882, au 1er escadron.
- En 1883, il se marie avec Mlle Jeanne Redon et part à Saumur suivre les cours des lieutenants d'instruction. Nommé lieutenant en premier au 2e escadron du 17e Dragons, il devient officier d'ordonnance du général de Bouligny en 1886 et 1887.
- En 1888, il est nommé capitaine (14 mai 1888) et prépare l'école de Guerre. Après la réussite à ce concours, il est affecté à l'État-Major de la  10e Division d'Infanterie (Orléans).
- En 1894, il est affecté comme capitaine en second au 2e escadron du  9e Régiment de Hussards (Marseille), mais doit très rapidement s'occuper de l'organisation de l'embarquement des troupes pour l'expédition de Madagascar. Il devient en 1896, officier d'ordonnance du général de Colbert.
- Nommé en 1897, capitaine commandant au  8e Régiment de Cuirassiers, puis chef d'escadron au même régiment en 1898, il est affecté à l'État-Major du  15e Corps d'Armée en 1900.
- Nommé lieutenant-colonel du  3e Régiment de Dragons (Nantes) en 1903, avant de devenir sous-chef d'État-Major du  17e Corps d'Armée en 1905.
- Nommé colonel du  5e Régiment de Hussards (Nancy) en 1907, il devient membre du Comité d'État-Major en 1911.
- En 1912, il est promu général de brigade,  chef d'état-major d'armée mais a la douleur de perdre son épouse
- En 1913, il prend le commandement de la 6e brigade de cuirassiers (7e Division de Cavalerie) : 11e et 12e Cuirassiers à Saint-Germain-en-Laye. Il commande cette brigade sur le front d'août 1914 à février 1915, en participant à la course à la mer
- Le 12 février 1915, il prend le commandement de la 62e brigade d'infanterie (122e RI et  142e RI).
- Le 23 avril 1915, il est nommé général de division et prend le commandement de la  69e Division d'Infanterie, composée de régiments d'infanterie de réserve (251e, 254e, 267e, 287e, 306e et  332e RI). Il participe aux très violents combats du Mort-Homme sur la Rive Gauche de la Meuse lors de la bataille de Verdun en 1916. Le "monument du squelette", situé au sommet du Mort-Homme (également appelée ("côte 295" car située à 295 m au-dessus de la mer) comporte une plaque exprimant la reconnaissance du général Taufflieb aux combattants sur ce promontoire (successivement occupé par les Allemands et les Français) avec notamment l'inscription suivante "ils n'ont pas passé. Aux morts de la 69e division [...] leurs admirateurs, leurs camarades, leur chef reconnaissant le général Taufflieb". Ce monument est l'œuvre du sculpteur Jacques Froment-Meurice, issu d'une des grandes dynasties d'orfèvres du XIXe siècle et frère de l'officier d'ordonnance du général Taufflieb, le capitaine Marc Froment-Meurice.
- Le 28 mai 1916, il prend le commandement du  37e Corps d'Armée
- En mai 1917, il réprime sévèrement et efficacement une mutinerie qui agite son corps d'armée, en descendant lui-même dans les creuttes pour faire remonter les mutins au front. Il est cité en exemple par Pétain. Cette action est souvent mentionnée par les historiens. Par ailleurs, en contestant les décisions de la justice militaire sur les sanctions appliquées aux mutins, il fait l'objet d'une enquête par le ministre de la guerre et de débats parlementaires virulents à huis clos à la chambre des députés (mais pas au Sénat) en juillet 1917.
- En janvier 1918, le 37e Corps d'Armée est dissous, dans le cadre de la réorganisation des unités de l'armée française. Le général Taufflieb est nommé le 19 février 1918 pour prendre le commandement du  31e Corps d'Armée en Italie, mais cette décision est annulée par Pétain (par ailleurs, l'un de ses camarades de promotion à Saint-Cyr). À cette époque, il se remarie avec Mme Julia Catlin-Park, une veuve américaine qui s'occupe d'un service de santé sur le front et qui met à disposition, à ses frais, sa résidence, le château d'Annel près de Compiègne en hôpital militaire (ce qui lui vaudra d'être la première femme américaine d'être nommée chevalier de la Légion d'honneur et d'avoir le croix de guerre 14-18). Pétain, camarade promotion à Saint-Cyr, refuse d'être témoin à son mariage, ayant des « vues » sur la seconde épouse du général Taufflieb.
- Le 27 mars 1918, il prend le commandement de la Direction des Etapes et Services du Groupe d'Armée du Nord (qui devient Groupe d'Armée du Centre le 6 juillet 1918).

Par ailleurs, Pétain refuse au général Taufflieb de défiler avec les troupes lors de la libération de Strasbourg.
Général n'ayant jamais fait de "limogeage", contrairement à de nombreux généraux/maréchaux, il est mis à la retraite en 1919.
Par ailleurs, le général Taufflieb s'est révélé être un excellent dessinateur de portraits qu'il réalisa pendant la guerre.

## Sénateur du Bas Rhin

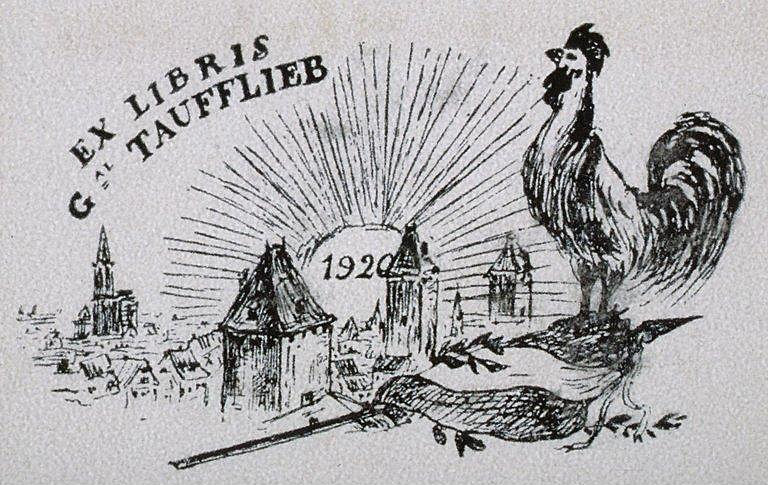
Ex libris (1920)

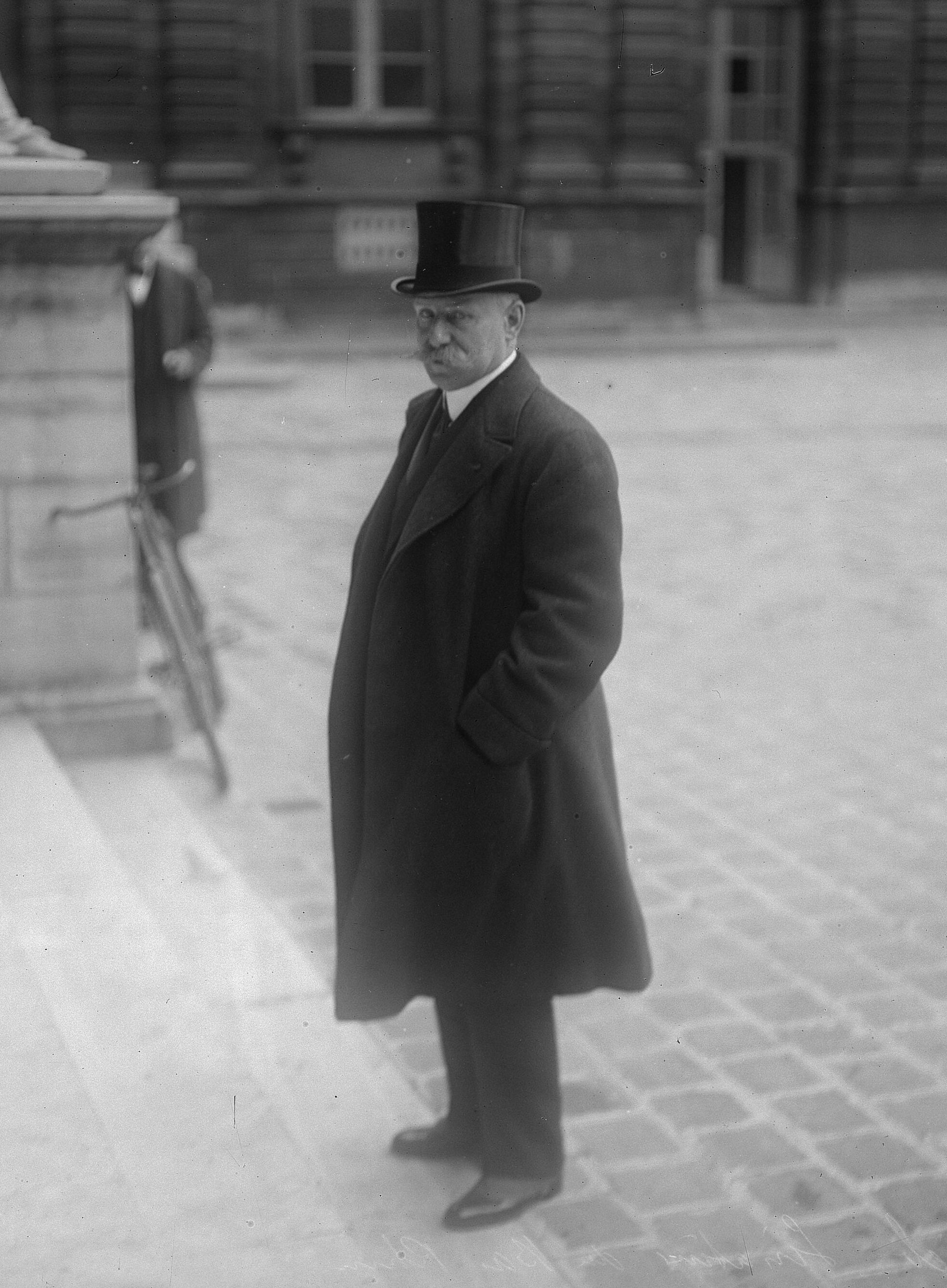
Le général Taufflieb dans la Cour d'honneur du Sénat (1920)

Le général Taufflieb est brillamment élu sénateur du Bas-Rhin, le 11 janvier 1920. Membre des commissions de la défense nationale et de l'Alsace-Lorraine, il participe activement aux travaux parlementaires. Il est l'auteur de plusieurs propositions de lois sur la réorganisation de la défense nationale. Son mandat se termine le 8 janvier 1927, ayant été sévèrement battu pour avoir soutenu la position du centre-gauche anti-clérical, refusant d'accorder une autonomie à l'Alsace, compte tenu des risques de vouloir être rattaché à l’Allemagne, en opposition avec le parti qui l'avait investi. Il profite de sa retraite pour présider de nombreuses associations patriotiques, prononcer des discours aux États-Unis sur la menace allemande et pour rédiger ses mémoires.
Décédé le 1er décembre 1938, le général Taufllieb est enterré au cimetière de Sèvres (Hauts-de-Seine).
Emplacement: division A, section 2, rang 1 et sépulture 5.

## Œuvres
- Les leçons de la guerre, Imprimerie Alsacienne, Strasbourg, 1920, 35 p.gallica.bnf
- Comment doit être conçue la réorganisation de la défense nationale pour le cas de guerre, Imprimerie Alsacienne, Strasbourg, 1925, 90 p.gallica.bnf
- Souvenirs d'un enfant de l'Alsace, 1870-1914, Imprimerie Alsacienne, Strasbourg, 1934, 444 p.

## Décorations
- chevalier de la Légion d'honneur, le 29 décembre 1900
- officier de la Légion d'honneur, le 14 juillet 1914
- commandeur de la Légion d'honneur, le 21 mai 1916
- grand' officier de la Légion d'honneur, le 16 juin 1920
- croix de guerre 1914-1918 (avec palme)